# ملحس آل محرم (القطن)
'

تعديل مصدري - تعديل

ملحس ال محرم هي إحدى قرى عزلة وادي سر بمديرية القطن التابعة لمحافظة حضرموت، بلغ تعداد سكانها 46 نسمة حسب تعداد اليمن لعام 2004.